# 刘继颙
刘继颙（901年—973年），中國五代十國時代人物，刘守奇的儿子，或误作刘守光的儿子。
941年，刘继颙在五台山削发为僧。为人有智数，善于获取财利。北汉世祖刘旻开始依靠他，睿宗刘承钧命他为宗室，担任鸿胪卿。他在寺中讲华严经，四方争向布施，所获充为国用。在五台山开银矿，十分之四充为国用，建宝兴军。购买契丹辽国的马匹。刘继元继位，他为后宫内宠献大量银饰数百副，刘继元加封他都统，进太师、中书令，天会十七年（973年）卒，追封定王。